# Traité de Ndiaw
Le traité de Ndiaw, parfois traité de Ngio ou traité du 8 mai 1819 est un traité passé le 8 mai 1819 entre la France, alors en pleine Restauration et le Royaume du Waalo, royaume africain de l'embouchure du fleuve Sénégal. Il est signé par le Colonel Julien-Désiré Schmaltz - alors gouverneur du Sénégal - au nom du roi de France Louis XVIII, et le souverain du Waalo, le Brak Amar Fatim Borso Mbodj, ainsi que par un certain nombre des grands personnages du pays. Le traité visait à donner à la France la jouissance de terrains destinés à la mise en culture, notamment du coton et de la canne à sucre, en échange du paiement d'une somme régulière - nommée « coutume » - et d'une assistance militaire.

## Contexte
À la suite de l'abdication de Napoléon Ier et des traités de Paris, Saint-Louis, ainsi que Gorée, est restitué par l'Angleterre à la France, et la traite esclavagiste est officiellement abolie. La France envoie un nouveau « Commandant et administrateur pour le roi, du Sénégal et dépendances », c'est-à-dire, essentiellement, gouverneur de Saint-Louis, Gorée et quelques petits établissements sur la côte et le fleuve. Le colonel Julien Schmaltz est nommé à ce poste en 1816 et prend ses fonctions en février 1817
L'abolition officielle de la traite négrière entraîne une forte diminution de celle-ci, très rémunératrice pour les armateurs. Il est donc envisagé de la remplacer par l'établissement de grandes plantations en Afrique et de ne plus transporter les esclaves vers les plantations des Amériques, pour les faire travailler sur place. Après une expédition sur le fleuve Sénégal, Schmaltz estime qu'il s'agit de l'endroit idéal pour lancer ce projet.
Le royaume du Waalo de son côté sort d'une longue période de conflit interne entre les trois lignées royales meen et est sous la menace militaire de ses voisins, l'émirat du Trarza, le Fouta-Toro et le royaume du Cayor. Le Brak envisage donc d'un bon œil une alliance avec les Français de Saint-Louis.

## Le traité
Le capitaine Henry Azan livre en 1863, dans son Mémoire sur le Oualo, une version du texte du traité.
« Art. 1er. Le brak et les chefs du Oualo cèdent à la France les terres du pays de Oualo qui leur paraîtront convenables pour fonder des établissements de culture
Art. 2. Ils promettent, en l'exécution de l'art. 1er, de céder, remettre aux français, en toute propriété, et pour toujours, les îles ou autres portions de terre du royaume de Oualo qui paraîtront convenables pour les établissements de culture que le gouvernement jugera à propos d'entreprendre à présent et par la suite. Cette concession est faite moyennant les coutumes stipulées par l'article 11.
Art. 3. Ils demandent, pour la sûreté de nos établissement contre les incursions des pays voisins, un fort à Dagana, sur la frontière du Toro, et d'autres postes, partout ou on les jugera nécessaire.
Art. 4. En cas de guerre, le Brak et les principaux chefs seront reçus dans ces postes, et nourris tant qu'ils y resteront.
Art. 5, 6 et 7. Relatifs aux cultures.
Art. 8. Si des bâtiments se perdent ou sont forcés de décharger sur la rive, ils renoncent à tout droit sur ces bâtiments, et les secourront selon leurs moyens.
Art. 9. Nous ne changerons rien à leur gouvernement et à leurs lois.
Art. 10. Détail des coutumes à payer à cet effet. »
Il s'agit donc dans les faits d'une cession de terres en échange d'une alliance militaire.

## Conséquences
La première conséquence du traité est de provoquer un conflit avec les Maures Trarza, qui, s'estimant suzerains du Waalo, souhaitent que le paiement des coutumes se fassent auprès d'eux plutôt qu'auprès du Brak.
Le traité prévoit la fondation d'un fort à Dagana, ce qui sera effectif dès 1821. D'autres comptoirs, d'autres forts, souhaités mais non nominalement cités, seront construits, ainsi celui de Merinaghen, au sud de Nder, la capitale du pays. La politique agricole qui sera ensuite menée, avant d'être abandonnée dans les années 1830 verra aussi la fondation de Richard-Toll;
Ce traité est la première extension territoriale d'envergure au Sénégal, depuis la fondation de Saint-Louis et la conquête de l'île de Gorée. Il peut-être vu comme le point initial de la conquête coloniale de la Sénégambie par les Français. Il aboutira, en 1855, à la conquête du Waalo par les troupes de Louis Faidherbe.